# Solberg, Kungälvs kommun
Solberg är en småort i Romelanda socken i Kungälvs kommun i Västra Götalands län.